# Hapalomys
Hapalomys é um género de roedor da família Muridae.

## Espécies
- Hapalomys delacouri Thomas, 1927
- Hapalomys longicaudatus Blyth, 1859